# Bruno Mezenga
Bruno Mezenga Ferreira Mombra Rosa (* 8. August 1988 in Rio de Janeiro), auch einfach nur Bruno Mezenga oder Bruno genannt ist ein brasilianischer Fußballspieler.

## Karriere

### Verein
Bruno Mezenga begann mit dem Vereinsfußball in der Jugend von Flamengo Rio de Janeiro und wurde hier 2005 ins Kader der Profimannschaft aufgenommen. Bis 2007 spielte er sporadisch für das Profiteam, schaffte aber nie den Durchbruch. Daraufhin spielte er als Leihgabe bei Fortaleza EC und Macaé Esporte FC.
Zur Saison 2008/09 wurde er an den türkischen Zweitligisten Orduspor verliehen. Hier erkämpfte er sich auf Anhieb einen Platz in der Stammformation und wurde mit 21 Treffern Torschützenkönig der TFF 1. Lig. Ein Transfer zum Saisonende samt Ablösesumme kam wegen der zu hohen Ablösesumme die Flamengo Rio de Janeiro forderte nicht zustande. Bruno spielte die nächsten zwei Spielzeiten als Leihgabe für Legia Warschau und anschließend für FK Roter Stern Belgrad.
Zur europäischen Winterpause der Saison 2011/12 wechselte er dann samt Ablöse zum mittlerweile in der Süper Lig spielenden Orduspor. Im Sommer 2012 wurde er für den Zeitraum von einer Saison an den Süper-Lig-Neuling Akhisar Belediyespor ausgeliehen. Da Bruno eine gute Saison spielte, wurde er eine Spielzeit später vom Verein samt Ablöse verpflichtet. Bei Akhisar löste Bruno während der Saison 2014/15 Güray Vural als jener Spieler mit den meisten Erstligaeinsätzen der Vereinsgeschichte ab und baute diesen Rekord zum Saisonende auf 124 Einsätze auf. Trotz dieser Leistung erhielt er zum Saisonende keine weitere Vertragsverlängerung.
Zur Saison 2016/17 wurde er vom Zweitligisten Eskişehirspor verpflichtet und spielte hier die nächsten zwei Spielzeiten lang. Nachdem sein Vertrag Mitte 2018 nicht verlängert worden war, war er bis Dezember 2018 vereinslos. Im Dezember ging er wieder in seine Heimat und schloss sich sechs Monate dem AD São Caetano aus São Caetano do Sul an. Nach Vertragsende wechselte er einen Monat später zu Vila Nova FC, einem Verein, der in Goiânia beheimatet ist.
Für die Saison 2020 hatte er in Thailand einen Vertrag bei PT Prachuap FC unterschrieben. Der Verein aus Prachuap spielte in der Ersten Liga des Landes, der Thai League. Bis Juli 2020 absolvierte er vier Erstligaspiele. Im Juli kehrte er in seine Heimat zurück, wo er sich dem Associação Ferroviária de Esportes aus Araraquara anschloss. Seitdem spielt er für Klubs in der Regel nur für einen Wettbewerb.

### Nationalmannschaft
Bruno spielte zu seiner Zeit bei Flamengo Rio de Janeiro zweimal für die brasilianische U-17-Nationalmannschaft.

## Erfolge
Flamengo Rio de Janeiro
- Copa do Brasil: 2006
- Staatsmeisterschaft von Rio de Janeiro: 2007
- Campeonato Brasileiro de Futebol: 2009

Legia Warschau
- Polnischer Fußballpokal: 2010/11

FK Roter Stern Belgrad
- Serbischer Fußballpokal: 2011/12

Brasilien U17
- U-17-Fußball-Weltmeisterschaft: 2005 (Silbermedaille)

## Auszeichnungen
Orduspor
- Torschützenkönig der TFF 1. Lig: 2008/09